# Sant’Arcangelo
Sant’Arcangelo – miejscowość i gmina we Włoszech, w regionie Basilicata, w prowincji Potenza. Według danych z 31 grudnia 2016 gminę zamieszkiwało 6487 osób.